# Ernst Kuhn
Pour les articles homonymes, voir Kuhn.
Ernst Wilhelm Adalbert Kuhn, né le 7 février 1846 à Berlin et mort le 21 août 1920 à Munich, est un indianiste et iranologue allemand.

## Œuvre
L'ouvrage fondamental concernant l'étude de la langue du bouddhisme est Beiträge zur Pāli-Grammatik (1875) de Kuhn. Celui-ci s'intéresse également aux langues de l'Hindoukouch,  à celles de l'intérieur de la péninsule indienne et à celles de Ceylan. Il décèle des influences bouddhistes dans le christianisme.  Son discours à l'académie de Munich Barlaam und Josapha (1893) est resté fameux: il fait un parallèle entre Barlaam  et le Bhagavān, et entre Josaphat et le Bodhisattva.
Kuhn collabore à partir de 1877 à la revue fondée par son père, Zeitschrift für vergleichende Sprachforschung auf dem Gebiet der indogermanischen Sprachen, et finit par la diriger jusqu'à sa mort (la revue est citée comme le Kuhns Zeitschrift (KZ)). Il publie aussi des articles dans Orientalische Biographie, revue scientifique fondée par l'orientaliste August Müller (de) (1893 sq.), ainsi que dans Grundriß der iranischen Philologie (1895-1904), qu'il édite conjointement avec Wilhelm Geiger.

## Distinctions
- 1878, membre de l'Académie royale des sciences de Bavière[5]
- 1898, ordre bavarois de Maximilien pour la science et l'art[6]
- 1902, membre de l'Académie impériale des sciences de Vienne[7]

- Chevalier de l'ordre du mérite civil de la Couronne de Bavière[8]
- Chevalier de l'ordre de Saint-Michel de 3e classe[8]
- Officier de l'Instruction publique[8]

## Quelques publications
- (de) « Publications de et sur Ernst Kuhn », dans le catalogue en ligne de la Bibliothèque nationale allemande (DNB).
- (de) Literatur von Ernst Kuhn in der  Bayerischen Staatsbibliothek München
- (de) Karl G. Zistl (Bezold & Scherman éd.), Bibliographie der Schriften Ernst Kuhns, in Aufsätze zur Kultur-und Sprachgeschichte vornehmlich des Orients, M. & H. Marcus, Breslau , 1916, lecture en ligne
- (de) Ernst Kuhn, Kaccayanappakaraṇae specimen, éd. Halis Saxonum, 1869,  lecture en ligne (thèse)
- (de) Ernst Kuhn, Beiträge zur Pali-Grammatik, éd. Dümmler, Berlin, 1875
- (de) Ernst Kuhn, Über den ältesten arischen Bestandtheil des singhalesichen Wortschatzes, 1879
- (de) Ernst Kuhn, Über Herkunft und Sprache der transgangetischen Völker, 1883
- (de) Ernst Kuhn, Beiträge zur Sprachenkunde Hinterindiens, 1889
- (de) Ernst Kuhn, Der Einfluß des arischen Indiens auf die Nachbarländer im Süden und Osten (discours d'inauguration au poste de recteur de l'université Louis-et-Maximilien de Munich, prononcé le 21 novembre 1903), Munich, 1903
- (de) Wilhelm Geiger & Ernst Kuhn, Grundriß der iranischen Philologie, éd. Trübner,  Strassburg,  1896

## Source
- (de) Cet article est partiellement ou en totalité issu de l’article de Wikipédia en allemand intitulé « Ernst Wilhelm Adalbert Kuhn » (voir la liste des auteurs).